# Würzburger Räterepublik
Die Würzburger Räterepublik war im April 1919 eine dreitägige Herrschaft des Rätekommunismus in Würzburg.

## Vorgeschichte
Bereits am 3. November 1918, ganz zu Beginn der Novemberrevolution, forderte der aus Würzburg stammende SPD-Landtagsabgeordnete und spätere Staatsminister Fritz Endres öffentlich die Einführung der Republik. Diese Forderung erfüllte sich – nachdem in München in der Nacht zum 8. November die Monarchie gestürzt worden war – für Würzburg am 9. November 1918, als auf dem Residenzplatz vor tausenden Menschen der Anschluss an die Soziale Republik Bayern verkündet wurde. Anschließend wurde im Huttenschen Garten ein Arbeiter- und Soldatenrat gebildet, der hauptsächlich von Vertretern der SPD getragen wurde. Würzburgs Magistrat und die Regierung von Unterfranken und Aschaffenburg beugten sich den neuen Verhältnissen. Als sich die wirtschaftliche Lage in Würzburg Anfang 1919 verschlechterte, gewannen Anhänger des Linksradikalismus an Einfluss. Der Versuch vom Würzburger Soldatenrat des II. Königlich Bayerischen Armee-Korps, die Räterepublik schon kurz nach der Ermordung Kurt Eisners auszurufen, scheiterte jedoch an schlechter Vorbereitung und der fehlenden Unterstützung der restlichen Garnison.

## Die Räterepublik
Um in Übereinstimmung mit entsprechenden Münchner Bestrebungen die Errichtung der Räterepublik vorzubereiten, gründeten Mitglieder der USPD und der KPD am 26. März 1919 den zwölfköpfigen Revolutionären Aktionsausschuss (RAA). In der Nacht vom 6. auf 7. April beschloss der in der Residenz tagende Ausschuss die Verhängung des Belagerungszustands, Pressezensur und Generalstreik. Am frühen Morgen des 7. April 1919 erging der Streikaufruf von Anton Waibel (1889–1969). Der Zentralrat der Bayerischen Republik hatte ihn aus München zur Propaganda nach Würzburg geschickt. Bei ihm seien alle Fäden zusammengelaufen; ohne seine Einwilligung habe nichts geschehen können. Um 16.00 Uhr rief der kommunistische Schreiner vor dem Kollegiatstift Neumünster an der Stelle des späteren Kilianshauses die Räterepublik aus.

### Gegenwehr
Die Räterepublik fand bei den Würzburgern kaum Unterstützung. Sowohl das Bürgertum als auch die Mehrheits-Sozialdemokraten und die Soldatenräte sowie die Verwaltung lehnten sie ab. Die Würzburger SPD beschloss am Abend des 7. April:

„Die heute tagende Mitgliederversammlung des Sozialdemokratischen Vereins erklärt sich aus politischen und wirtschaftlichen Gründen gegen die Räterepublik im Volksstaate Bayern. Die Versammlung verlangt von allen Mitgliedern des Sozialdemokratischen Vereins, dass sie jede Übernahme von Regierungs- und Verwaltungsstellen ablehnen und damit die volle Verantwortung denen überlassen, die der bisherigen Regierung eine geordnete Fortführung ihrer Geschäfte unmöglich machten.“

Trotzdem versuchten die Revolutionäre die Räterepublik zu erhalten. Sie besetzten strategisch wichtige Gebäude und nahmen in der Nacht vom 8. auf den 9. April 16 Geiseln, die sie in der Würzburger Residenz gefangen hielten, aber gut behandelten. Zu ihnen gehörten Felix Freudenberger, der Zweite Bürgermeister Bernhard Brand sowie die drei Corpsstudenten Hans Löffler, Christian Meisner und Julius Binder. Die „Konterrevolution“ hatte ihrerseits zwei Mitglieder des Revolutionären Aktionsausschusses in ihre Gewalt gebracht. Am 9. April rief eine "Einheitsfront" aus SPD, Bayerischer Volkspartei, Monarchisten und Magistratsverwaltung zum "Bürgerstreik" auf. Würzburger aller Schichten legten aus Protest ihre Arbeit nieder. Das 2. Artillerieregiment ging mit Gewalt gegen die Räteanhänger vor. Nach einer zweistündigen Schlacht um die Residenz und den Hauptbahnhof, bei der es zwei Dutzend Tote gab, war die Würzburg Räterepublik Geschichte. Auch die Festung Marienberg kam in die Hände der Rätegegner. Ausschlaggebend für ihren raschen und umjubelten Sieg war wohl die völlige Verwirrung in der Residenz.
Anschließend ging man gegen weitere Orte in Unterfranken vor, die dem Ministerpräsidenten Johannes Hoffmann die Gefolgschaft aufgekündigt hatten. Unter dem Druck eines Würzburger Freiwilligenkontingents kapitulierten die Anhänger der Räterepublik in Aschaffenburg, Schweinfurt und Lohr am Main innerhalb von 12 Stunden.

### Bedeutung
Würzburgs Oberbürgermeister Andreas Grieser, der bereits am 8. April der Räterepublik die Legitimität abgesprochen hatte, meinte am 11. April:

„Seit Mittwochnachmittag ist Würzburg wieder eine freie Stadt. Vorher standen wir mehrere Tage unter einer Gewalt- und Schreckensherrschaft. Der revolutionäre Aktionsausschuss in der Residenz vereinigte in sich eine wahre Auslese fanatischer Kommunisten, verblendeter Schwarmgeister und unfähiger Schwätzer. Seine Stützen waren die Handgranaten und Maschinengewehre in den Händen verführter, verhetzter oder bestochener Soldaten. Das unsichtbare Ziel der Gewaltherrschaft war die Vernichtung der neuen Staatsform, die Zertrümmerung der Volkswirtschaft und der Umsturz des gesamten Gliederbaues. Würzburg hat sich selbst befreit, Würzburg wird Franken, Franken wird Bayern befreien. Das Unternehmen vom 9. April war ein einmütiges Bekenntnis zur reinen Demokratie.“

Das Würzburger Volksgericht verurteilte die Anführer im Juni 1919 zu langjähriger Festungshaft. Anton Waibel – von seinen Gegnern als „ungezogener, anmaßender, gehässiger, sadistischer Schreier“ beschrieben – wurde zu 15 Jahren verurteilt. Nach anderthalb Jahren gelang ihm die Flucht. Von 1939 bis 1945 war er Häftling im KZ Buchenwald. Von den Amerikanern befreit, starb er 1969 mit 79 Jahren.